# Али-Баба и сорок разбойников

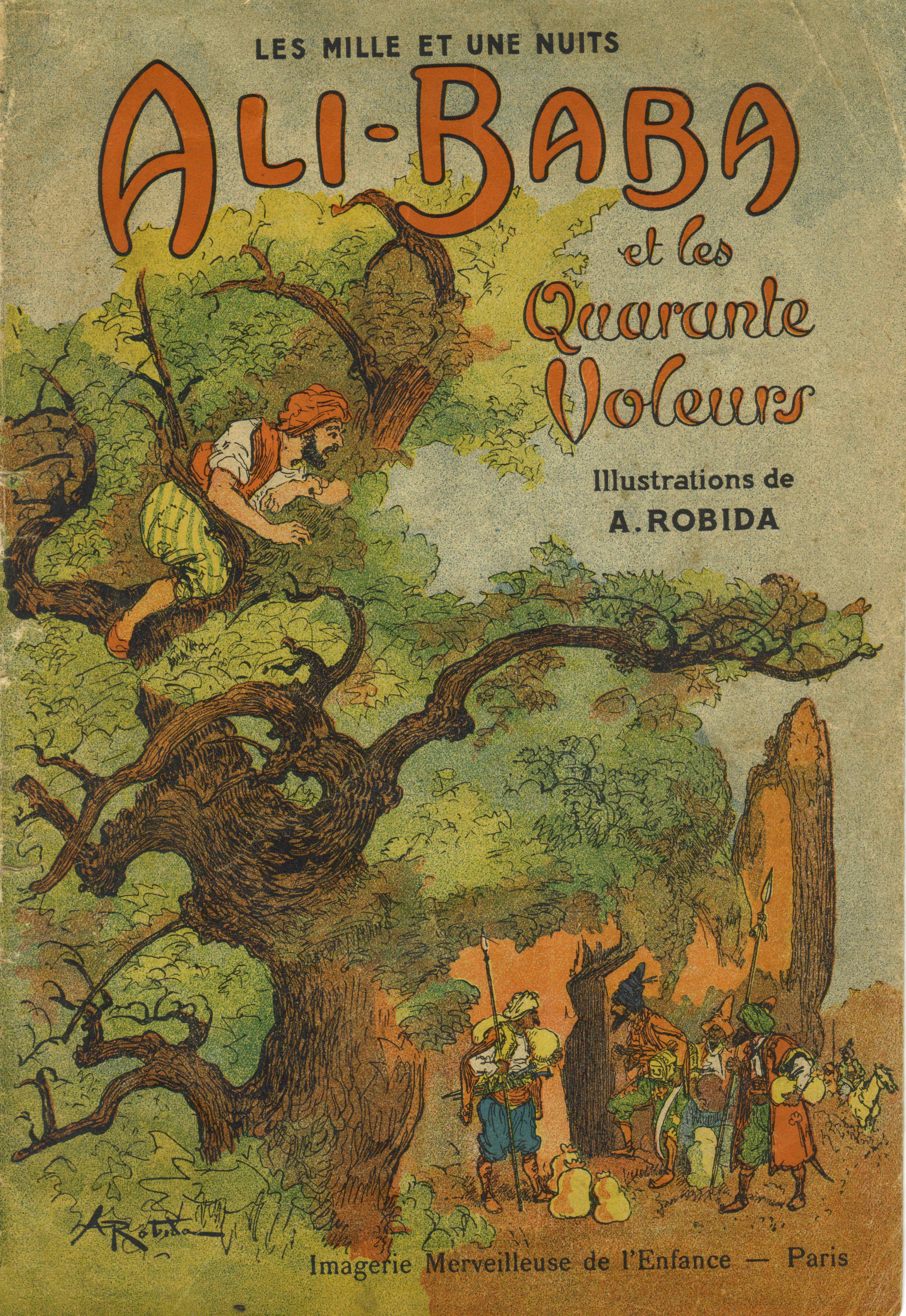
Французская обложка сказки, 1945

«Али-Баба и сорок разбойников» — восточная (арабская) сказка, которая со времени Антуана Галлана (1646—1715) включается в издания сборника «Тысяча и одна ночь». По Аарне-Томпсону, относится к типу сказок № 676. В современных изданиях часто воспроизводится с сокращениями.

## Сюжет
После смерти купца его старший сын Касим наследует его дело и, женившись на богатой женщине Фатиме, преуспевает. Младший же сын Али-Баба женится на бедной девушке Зейнаб и становится нищим лесорубом.
Однажды, собирая хворост в лесу, Али-Баба случайно оказывается свидетелем разговора сорока разбойников. Вход в пещеру, где хранятся награбленные ими сокровища, открывается при помощи магических слов «Симсим, откройся» (в классическом переводе Михаила Салье — «Сезам, открой твою дверь»). Узнав этот секрет, Али-Баба после ухода бандитов проникает в пещеру и забирает с собой мешочек с золотыми монетами, который приносит домой.

Чтобы узнать вес монет, Али-Баба одалживает весы у жены Касима. Однако хитрая женщина смазала чашу весов воском (по другой версии — мёдом), дабы узнать, что за крупу собирается взвешивать её нищий родственник. К своему изумлению, на чаше весов она находит золотую монету, прилипшую ко дну чаши. Фатима сообщает мужу об этом. 

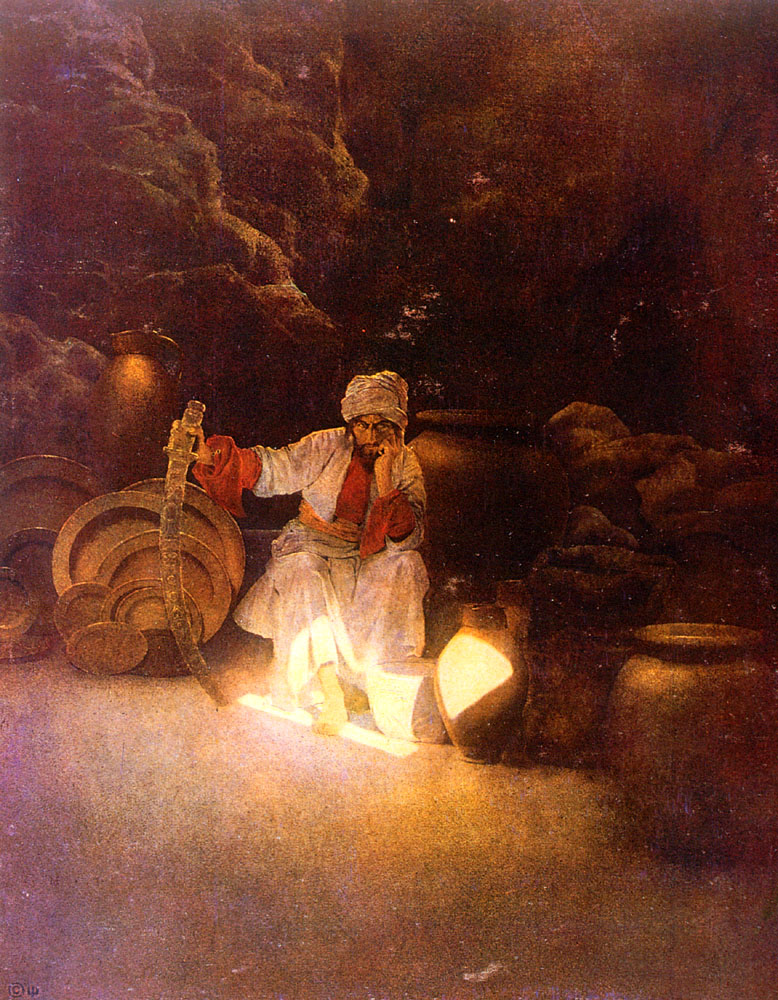
Касим в пещере разбойников. Иллюстрация М. Пэрриша, 1909

Под давлением Касима Али-Баба вынужден открыть брату секрет пещеры. Тот отправляется в пещеру на осле, чтобы вывезти как можно больше сокровищ. Придя в восторг от увиденного внутри, он забывает заветные слова, открывающие выход из пещеры («Симсим, откройся»), в результате чего вернувшиеся в пещеру, после очередного набега разбойники убивают жадного Касима.
Отправившись на поиски пропавшего брата, Али-Баба находит его тело разрубленным на четыре части (в другом варианте сказки Касим был просто обезглавлен), которые разложены у входа в пещеру в качестве предостережения. По возвращении в город он поручает находчивой рабыне Касима по имени Марджана предать их земле, не поднимая шума. Первым делом она отправляется в аптеку купить лекарства, объясняя это тем, что Касим смертельно болен. Затем Марджана находит портного (в другой версии — башмачника) Мустафу, которого приводит в дом Али-Бабы с завязанными глазами. После того как тот сшивает разрубленное тело, Касима удаётся похоронить, не возбудив ничьих подозрений.
Обнаружив пропажу тела Касима, разбойники понимают, что секрет пещеры стал известен кому-то ещё. Они встречаются с портным и узнают от него, что накануне он сшил чьё-то разрубленное на части тело. Завязав ему глаза, портного в сопровождении одного из разбойников отправляют на поиски дома, где он был намедни, и портной таким образом находит путь к дому Али-Бабы. Сопровождающий его разбойник Ахмед Сорви-Голова отмечает дверь дома мелом, чтобы ночью явиться со своими товарищами и вырезать обитателей.
Их действия случайно привлекли внимание Марджаны. Чтобы сбить разбойников с толку, она отмечает мелом двери всех окрестных домов. Явившиеся ночью разбойники понимают, что их обвели вокруг пальца, и в ярости убивают своего незадачливого товарища. На другой день портному опять приходится проделать с завязанными глазами путь к дому Али-Бабы. На этот раз его сопровождал другой разбойник, по имени Мухаммед Плешивый, который действовал иначе: он отколол маленький кусочек камня от ступеньки перед входной дверью. И снова Марджана оставляет их ни с чем, проделав это с другими домами в округе, сократив число разбойников до 38. Наконец, главарь шайки лично приходит к дому Али-Бабы и запоминает облик заветного дома.
Переодевшись купцом, торгующим маслом, главарь разбойников является в дом Али-Бабы и просит приютить его на ночлег. С собой на мулах он привёз 38 глиняных кувшинов, причём только в одном из них налито масло, а 37 разбойников спрятаны в остальных кувшинах из-под масла. Ночью, когда все заснут, они должны выбраться из кувшинов и прикончить хозяина дома. Но догадливой Марджане и в этот раз удаётся разведать их замысел. Ночью она берёт единственный кувшин с маслом, нагревает это масло на огне до кипения и разливает его по другим кувшинам, тем самым сварив разбойников заживо. Утром главарь разбойников приходит разбудить своих подручных и находит их мёртвыми. Не в силах ничего поделать, он уходит.
В следующий раз, когда главарь пытается проникнуть в дом Али-Бабы под видом купца, во время трапезы Марджана, исполняя танец с кинжалом, воспользовавшись моментом, вонзает его в грудь последнего разбойника. Ошеломлённый Али-Баба рассердился, но когда он понял, кто именно был убит, несказанно обрадовался. Теперь секрет пещеры известен одному только Али-Бабе, а это значит, что отныне его семья больше ни в чём не будет нуждаться и может теперь жить в роскоши и достатке. В благодарность за услуги рабыни он дарует ей свободу и выдаёт замуж за своего сына, который теперь занимается делом покойного дяди Касима.

## Происхождение
Традиционно считается, что Галлан записал сказку во время путешествия по Ближнему Востоку, однако в арабских странах следов сюжета не сохранилось. Наиболее ранняя версия написана на французском языке пером самого Галлана. В дневнике своего путешествия Галлан отметил, что две сказки — про Ходжа-Бабу и про десять визирей — были рассказаны ему 27 мая 1709 года монахом-маронитом из Алеппо. Французский литератор значительно расширил сказку, ввёл много новых подробностей и переименовал главного героя в Али-Бабу.
Рукопись сказки на арабском языке, обнаруженная в начале XX века в Бодлианской библиотеке Оксфордского университета и опубликованная как её оригинал, впоследствии оказалась переводом сказки Галлана, выполненным в XIX веке.

## Переводы и адаптации

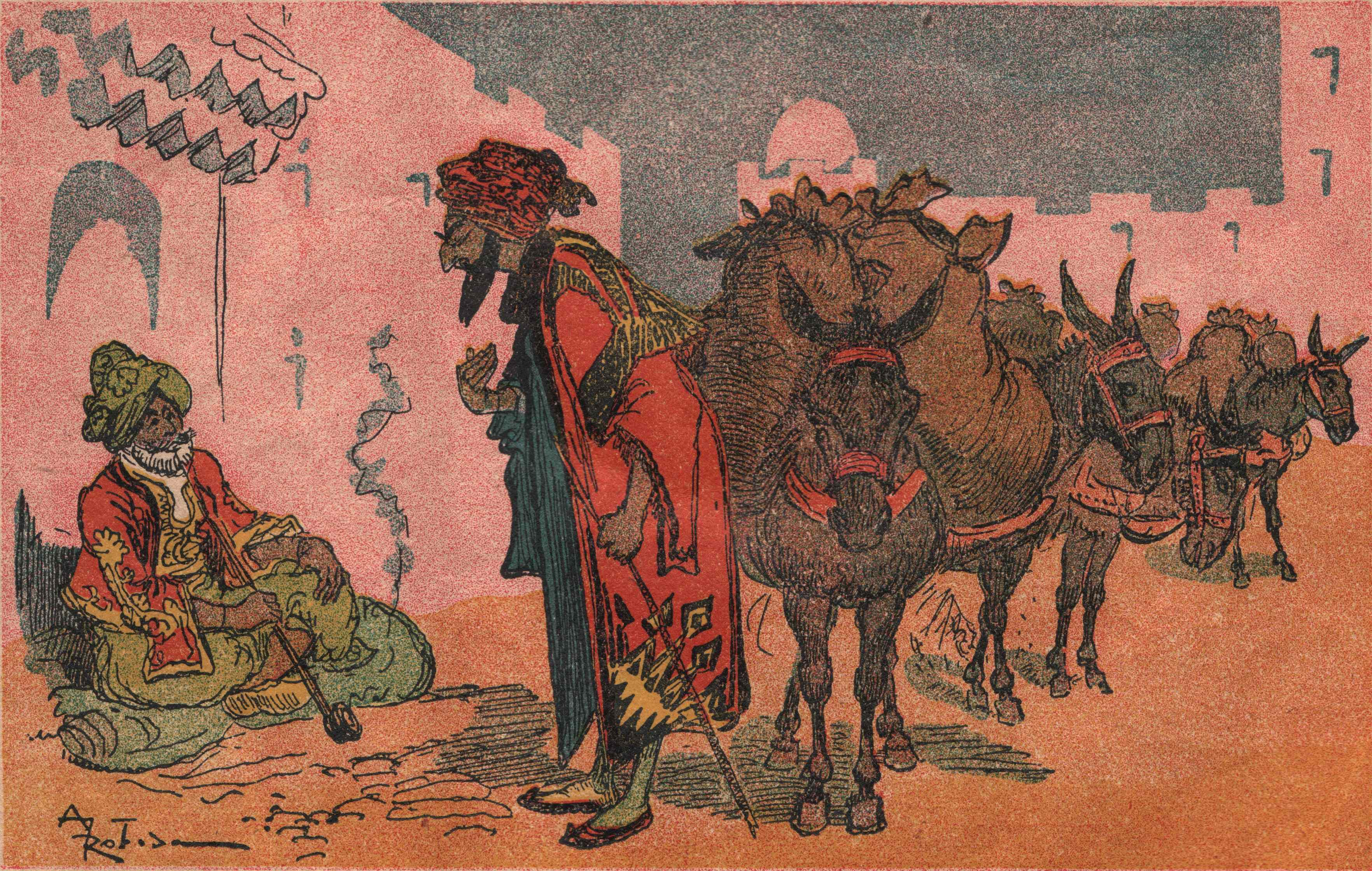
Разбойник пытается разведать, где находится дом Али-Бабы

«Рассказ про Али-Баба и сорок воров и невольницу Марджану, полностью и до конца» и «Рассказ про Ала ад-Дина и заколдованный светильник» в переводе М. А. Салье были впервые напечатаны в книге «Халиф на час. Новые сказки из книги „Тысячи и одной ночи“» (М., 1961). До этого переводы на русский язык производились с переведённых на французский и английские языки версий, зачастую с пропуском неприличных моментов.